# Прчань
Прчаньї (чорн. Prčanj/Прчањ) — населений пункт (поселення) в Чорногорії, підпорядковане общині Котор. Християнське поселення з населенням 1 244 мешканців.

## Населення
Динаміка чисельності населення (станом на 2003 рік):
- 1948 → 619
- 1953 → 965
- 1961 → 896
- 1971 → 1 007
- 1981 → 1 211
- 1991 → 1 213
- 2003 → 1 244

Національний склад містечка (станом на 2003 рік):
Слід відмітити, що перепис населення проводився в часи міжетнічного протистояння на Балканах й тоді частина чорногорців солідаризувалася з сербами й відносила себе до спільної з ними національної групи (найменуючи себе югославами-сербами — притримуючись течії панславізму). Тому, в запланованому переписі на 2015 рік очікується суттєва кореляція цифр національного складу (в сторону збільшення кількості чорногорців) — оскільки тепер чіткіше проходитиме розмежування, міжнаціональне, в самій Чорногорії.